# Maïté Nahyr
Maïté Nahyr (25 de octubre de 1947 - 19 de agosto de 2012) fue una actriz belga. Nahyr se crio en Sudáfrica, pero construyó su carrera profesional en Europa. Sus papeles cinematográficos más conocidos incluyen la película de 1974 Le locataire dirigida por Roman Polanski, La città delle donne de 1980 por Federico Fellini, y Boy Meets Girl por Leos Carax en 1984.
Nahyr también apareció en el Théâtre National de Chaillot en París en 1985, donde ella apareció en Ubu Roi de Antoine Vitez y La Visite por Philippe Adrien. Sus más recientes papeles en el cine incluyen La città delle donne, Meeting Venus en 1991; Diên Biên Phu, dirigida por Pierre Schoendoerffer, en 1992, y Little Nothings, una película de 1992 dirigida por Cédric Klapisch.
Nahyr murió en Marsella, Francia, de una enfermedad el 19 de agosto de 2012, a la edad de 64 años.